# Вартислав VIII
Вартислав VIII (1373 — 20, 22 или 23 августа 1415) — герцог Бартский и Рюгенский из династии Грифичей (1394—1415).

## Биография
Младший сын Вартислава VI (Одноглазого) (1346—1394), герцога Вольгастского, Рюгенского и Бартского, и Анны Мекленбург-Старгардской. Известен в немецкой литературе под прозвищем «Germatius».
Первоначально Вартислав принадлежал к духовному сану. В 1387 году он получил чан архидьякона в Трибзесе. В 1391 году он также являлся каноником в Шверине и Любеке.
После смерти герцога Рюгенского и Вольгастского Богуслава VI в 1393 году Вартислав получил от папы римского разрешение на оставление духовного сана и вступление в брак.
В 1394 году после смерти своего отца Вартислава VI (Одноглазого) Вартислав стал управлять герцогством (Барт и Рюген) совместно со своим старшим братом Барнимом VI. В их владениях происходили многочисленные споры между герцогами и городами. Вартислав VIII стал управлять восточной частью Вольгастского герцогства со столицей в Вольгасте.
В 1405 году после смерти своего старшего брата и соправителя Барнима VI Вартислав VIII стал опекуном своих несовершеннолетних племянником Барнима VII и Вартислава IX. В качестве регента он управлял их владениями вплоть до своей смерти в 1415 году.
Во время Великой войны между Тевтонским орденом и Польско-Литовским государством (1409—1411) герцог Вартислав VIII встал на сторону тевтонских рыцарей-крестоносцев и отправил военные отряды в Новую Марку в обмен за две тысячи пражских грошей. Участвовал в заключении Первого Торуньского договора в 1411 году.
В августе 1415 года герцог Вартислав VIII скончался. Вероятным местом его погребения является Собор Святого Петра в Вольгасте.

## Семья и дети
Вартислав VIII был женат на Агнессе (ум. ок. 1435), происхождение которой неизвестно. По данным В. Йобста Агнесса была дочерью герцога Эриха IV Саксен-Лауэнбургского (1354—1411/1412) и Софии Брауншвейг-Люнебургской (1358—1416). Супруги имели четырех детей:
- Вартислав Младший (ок. 1398 — после 8 ноября 1414 / до 20-23 августа 1415), умер в конце жизни отца
- Барним VIII (Младший) (ок. 1403—1405 — 19 декабря 1451), герцог Бартский (1415—1451) и Рюгенский (1432/1436 — 1451)
- Святобор II (Спокойный) (ок. 1407—1408 — 1432), герцог Рюгенский (1415—1432)
- София (ок. 1415 — после 17 марта 1453), супруга князя Вильгельма Мекленбург-Верле (ум. 1436)